# Innenring
Der Innenring ist das Bauteil eines Wälzlagers, das direkt auf der Welle sitzt.
Innenringe gibt es für Standardlager nur in gängigen Bohrungsdurchmessern. Die letzten 2 Ziffern des Kurzzeichens nennen den Innendurchmesser (d). Ab d=20 mm gilt: Die letzten zwei Ziffern des Kurzzeichens mit 5 multipliziert ergibt den Innendurchmesser. Beispiel: ein Rillenkugellager 6205 hat einen Innenring mit dem Durchmesser "05" * 5 = 25 mm.
Das Standard-Rillenkugellager hat in der Innenring-Außenseite eingefräste Laufrillen zur Aufnahme der Lagerkugeln. Das ist gut und günstig für viele Anwendungen. Es kann so gut radiale Kräfte ("von oben") aufnehmen, sehr hohe Drehzahlen erreichen und in begrenztem Maß auch ausreichend hohe axiale Kräfte ("von links und rechts, über die Welle") aushalten. Größere Rillenkugellager sind axial bis zur Hälfte der radialen, statischen Tragzahl {\displaystyle C_{0}} belastbar, der {\displaystyle C_{0}}-Wert ist in den Lagertabellen der Hersteller angegeben. 
Der Innenring wird modifiziert, um spezielle Anforderungen abzudecken. 
- Schrägkugellager und Spindellager haben u. a. einen besonders geformten Innenring. So können sie einseitig sehr hohe axiale Belastungen aufnehmen.
- Zylinderrollenlager haben je nach Einsatz als Fest- oder Loslager einen einseitig, beidseitig oder überhaupt nicht herausnehmbaren Innenring. Dazu sind Borde auf den Innenring-Außenseiten angebracht, die das Herausziehen nach links oder rechts verhindern.
- Überbreite Innenringe werden z. B. für Spannlager vorgesehen.
- Schwingsieblager haben besonders gehärtete Innenringe, die extrem vibrationsbeständig sind.

Einige Wälzlager kommen ohne Innenring aus, z. B. Zylinderrollenlager mit der Kurzbezeichnung RNU.. oder Nadellager RNA. Hier laufen die Wälzkörper direkt auf der Welle, die dafür besonders bearbeitet sein muss (gehärtet, geschliffen). Insbesondere in Oldtimer-Getrieben und Motoren sind diese innenring-losen Lager häufig aus Platzmangel eingesetzt.
Bei Kegelrollenlagern kann der Innenring (Cup) oft einzeln bezogen werden, insbesondere bei großen Lagern.